# Socha svatého Jana Nepomuckého (Dolní Přím)
Socha svatého Jana Nepomuckého se nalézá u silnice vedoucí do města Hradec Králové v obci Dolní Přím v okrese Hradec Králové. Barokní pískovcová socha pocházející od neznámého autora z roku 1747 je chráněna od 25. srpna 1994 jako kulturní památka ČR. Národní památkový ústav tuto sochu uvádí v katalogu památek pod rejstříkovým číslem ÚSKP 10263/6-5733.

## Popis
Pískovcová socha světce v životní velikosti stojí na vysokém čtyřbokém podstavci s vykrojenými rohy v čtyřboké, původně balustrádové ohrádce s konvexně vykrojenými nárožími. Čtyřboký podstavec s naznačenými volutovými boky je na čelní straně ozdoben reliéfní kartuší se symbolem IHS. Na bocích podstavce jsou nápisy.
Socha světce v tradičním ikonografickém pojetí představuje postavu prostovlasého muže s krátkým vousem oděného v kanovnické roucho a držícím v levé ruce biret, pravou rukou v náručí přidržujícím krucifix. K hlavě má zezadu přichycenu drátěnou svatozář z šestibokých hvězd.
V blízkosti sochy se nalézá zvonička.